# Adrian Veredice
Adrian Veredice, argentinski plesalec tanga.
Veredice je plesalec argentinskega tanga. Skupaj s soplesalko Alejandro Hobert sta se kot koreografa in glavni plesni par predstavila v plesni predstavi Otango. Adrian deluje kot plesni učitelj na mednarodnih festivalih tanga po svetu.